# Thrasymaque
Pour le philosophe mégarique, voir Thrasymaque de Corinthe.
Thrasymaque (grec ancien Θρασύμαχος) est un sophiste de la Grèce antique originaire de Chalcédoine (en Bithynie). Le philologue italien Mario Untersteiner fixe sa naissance en -459. On ne connaît pas la date de sa mort ; Cicéron le dit contemporain de Gorgias. D’après Cicéron, il est le premier à enseigner l’art oratoire et donc postérieur de peu à Corax, fondateur de la rhétorique. 
Denys d’Halicarnasse dans son traité Sur la force du style de Démosthène, affirme que la façon d’écrire de l’orateur Démosthène (« qui enveloppe les pensées et les exprime d’une manière concise, et est tout à fait appropriée et nécessaire aux débats judiciaires ainsi qu’à tout discours visant la vérité ») est inspirée de celle de Thrasymaque de Chalcédoine selon Théophraste, et de l’orateur Lysias, selon Denys : Denys explique que Thrasymaque serait à l’origine d’un type de style mixte, médian, entre l’austère et le simple, style adopté, développé et perfectionné, par Isocrate parmi les orateurs, et Platon parmi les philosophes.
Face à Socrate, il soutient dans la République de Platon que le juste correspond à l’intérêt du plus fort, et le plus fort est celui qui a le pouvoir, c'est-à-dire le tyran dans la tyrannie, le petit nombre (οἱ ὀλίγοι) dans l'oligarchie (ὀλιγαρχία) ou le peuple dans la démocratie : le droit naturel est l’instrument des puissants pour opprimer les plus faibles. Thrasymaque est fier de son titre de sophiste ; sur sa tombe on peut lire, gravé sous son nom : « Savoir est ma profession ». Il exerce le métier d’avocat à Athènes, d’après la comédie perdue Les Banqueteurs d’Aristophane. Il apparaît dans le préambule du Clitophon, dans le Phèdreet La République (Livre I, Livre V, Livre VI et Livre IX). Platon fait référence à un traité sur les moyens de provoquer la pitié.
À Cumes, un homonyme dont on ne sait s’il s’agit du même homme ou d’un autre renverse la démocratie et instaure une oligarchie.

### Sources
- Georges Leroux (dir.) et Luc Brisson (trad. du grec ancien), Théétète, Paris, Éditions Gallimard, 2008 (1re éd. 2006), 2204 p. (ISBN 978-2-08-121810-9)
- (fr) Pierre Pellegrin (dir.) (trad. du grec ancien), Aristote : Œuvres complètes, Paris, Éditions Flammarion, 2014, 2923 p. (ISBN 978-2-08-127316-0)